# Aphanipathes
Aphanipathes is een geslacht van neteldieren uit de klasse van de Anthozoa (bloemdieren).

## Soorten
- Aphanipathes pedata (Gray, 1857)
- Aphanipathes salix (Pourtalès, 1880)
- Aphanipathes sarothamnoides Brook, 1889
- Aphanipathes verticillata Brook, 1889